# 佐洛特科沃镇市镇
佐洛特科沃镇市镇（俄语：Муниципальное образование «Посёлок Золотково»）是俄罗斯联邦弗拉基米尔州古西赫鲁斯塔利内区所属的一个市镇。其下辖有24个居民点，行政中心为佐洛特科沃。据2016年统计，该市镇的人口为4181人。